# Wereldkampioenschappen triatlon 2019
Het ITU wereldkampioenschap triatlon 2019 bestond uit een serie van acht triatlonwedstrijden – vier op de olympische afstand (1500 meter zwemmen, 40 kilometer fietsen en 10 kilometer hardlopen) en vier op de sprintafstand (750m, 20km, 5km) – met de Grande Finale op 30 augustus in Lausanne, Zwitserland. Op basis van de behaalde punten werd een eindklassement opgemaakt om de uiteindelijke wereldkampioen(e) te bepalen. Titelverdedigers waren de Spanjaard Mario Mola (mannen) en de Britse Vicky Holland (vrouwen); De Fransman Vincent Luis nam bij de mannen de titel over en Katie Zaferes uit de Verenigde Staten won bij de vrouwen. Beiden eindigden vorig jaar nog als tweede bij deze wereldkampioenschappen.

## Kalender WK-serie
| #           | Plaats    | Land                         | Datum            |
| ----------- | --------- | ---------------------------- | ---------------- |
| 1           | Abu Dhabi | Verenigde Arabische Emiraten | 8 maart 2019     |
| 2           | Bermuda   | Bermuda                      | 27 april 2019    |
| 3           | Yokohama  | Japan                        | 18 mei 2019      |
| 4           | Leeds     | Verenigd Koninkrijk          | 9 juni 2019      |
| 5           | Montreal  | Canada                       | 29 juni 2019     |
| 6           | Hamburg   | Duitsland                    | 6 juli 2019      |
| 7           | Edmonton  | Canada                       | 20 juli 2019     |
| Grand Final |           |                              |                  |
| 9           | Lausanne  | Zwitserland                  | 31 augustus 2019 |

## Eindstanden
Top 10 met positie per wedstrijd

### Mannen
| #      | Naam                 | Vlag van Verenigde Arabische Emiraten | Vlag van Bermuda | Vlag van Japan | Vlag van Verenigd Koninkrijk | Vlag van Canada | Vlag van Duitsland | Vlag van Canada | Vlag van Zwitserland | Punten |
| ------ | -------------------- | ------------------------------------- | ---------------- | -------------- | ---------------------------- | --------------- | ------------------ | --------------- | -------------------- | ------ |
| Goud   | Vincent Luis         | 5                                     | 4                | 1              | 6                            | -               | 2                  | 5               | 5                    | 5095   |
| Zilver | Mario Mola           | 1                                     | 26               | 29             | 29                           | 2               | 4                  | 2               | 2                    | 4939   |
| Brons  | Javier Gómez Noya    | -                                     | 2                | 4              | 3                            | 9               | 8                  | DNF             | 6                    | 4533   |
| 4      | Fernando Alarza      | 3                                     | 9                | 6              | 9                            | 6               | 45                 | 8               | 3                    | 4395   |
| 5      | Marten Van Riel      | 38                                    | 13               | 8              | 7                            | -               | 9                  | 3               | 9                    | 3659   |
| 6      | Jacob Birthwistle    | 8                                     | 28               | 23             | 1                            | 10              | 1                  | DNF             | 26                   | 3433   |
| 7      | Henri Schoeman       | 7                                     | 15               | 2              | 4                            | 20              | DNF                | -               | 22                   | 3148   |
| 8      | Léo Bergere          | 4                                     | 10               | 18             | 20                           | -               | 5                  | -               | 12                   | 3042   |
| 9      | Gustav Iden          | 22                                    | 3                | 24             | 36                           | 14              | 11                 | -               | 4                    | 3028   |
| 10     | Kristian Blummenfelt | 32                                    | 5                | DNF            | 32                           | 5               | DNF                | -               | 1                    | 2892   |

### Vrouwen
| #      | Naam                 | Vlag van Verenigde Arabische Emiraten | Vlag van Bermuda | Vlag van Japan | Vlag van Verenigd Koninkrijk | Vlag van Canada | Vlag van Duitsland | Vlag van Canada | Vlag van Zwitserland | Punten |
| ------ | -------------------- | ------------------------------------- | ---------------- | -------------- | ---------------------------- | --------------- | ------------------ | --------------- | -------------------- | ------ |
| Goud   | Katie Zaferes        | 1                                     | 1                | 1              | 2                            | 1               | 35                 | -               | 1                    | 6175   |
| Zilver | Jessica Learmonth    | 3                                     | 2                | 6              | 3                            | 3               | -                  | -               | 2                    | 5326   |
| Brons  | Georgia Taylor-Brown | 9                                     | 5                | 5              | 1                            | 2               | 5                  | -               | 3                    | 5191   |
| 4      | Taylor Spivey        | 2                                     | 6                | 3              | 4                            | -               | 6                  | 5               | 9                    | 4651   |
| 5      | Summer Rappaport     | 35                                    | 12               | 2              | -                            | -               | 3                  | 2               | 16                   | 3589   |
| 6      | Rachel Klamer        | 13                                    | 11               | -              | 11                           | 10              | 4                  | -               | 4                    | 3586   |
| 7      | Non Stanford         | 5                                     | 13               | 8              | 5                            | -               | 1                  | -               | DNF                  | 3435   |
| 8      | Cassandre Beaugrand  | 7                                     | 19               | DNF            | 13                           | -               | 2                  | -               | 17                   | 2548   |
| 9      | Annamaria Mazzetti   | 17                                    | DNF              | 16             | -                            | 8               | 10                 | -               | 7                    | 2456   |
| 10     | Laura Lindemann      | 11                                    | -                | 10             | -                            | -               | 7                  | -               | 6                    | 2427   |

## Podium per wedstrijd
| #                     | Mannen | Mannen               | Tijd    | Vrouwen | Vrouwen              | Tijd    |
| --------------------- | ------ | -------------------- | ------- | ------- | -------------------- | ------- |
| WTS Abu Dhabi         |        |                      |         |         |                      |         |
| 1                     | Goud   | Mario Mola           | 0:52:00 | Goud    | Katie Zaferes        | 0:55:31 |
| 1                     | Zilver | Alex Yee             | 0:52:03 | Zilver  | Taylor Spivey        | 0:55:57 |
| 1                     | Brons  | Fernando Alarza      | 0:52:12 | Brons   | Jessica Learmonth    | 0:56:06 |
| WTS Bermuda           |        |                      |         |         |                      |         |
| 2                     | Goud   | Dorian Coninx        | 1:50:36 | Goud    | Katie Zaferes        | 1:59:52 |
| 2                     | Zilver | Javier Gómez Noya    | 1:50:38 | Zilver  | Jessica Learmonth    | 2:01:33 |
| 2                     | Brons  | Gustav Iden          | 1:50:38 | Brons   | Joanna Brown         | 2:02:05 |
| WTS Yokohama          |        |                      |         |         |                      |         |
| 3                     | Goud   | Vincent Luis         | 1:43:21 | Goud    | Katie Zaferes        | 1:52:12 |
| 3                     | Zilver | Henri Schoeman       | 1:43:24 | Zilver  | Summer Rappaport     | 1:52:33 |
| 3                     | Brons  | Bence Bicsák         | 1:43:26 | Brons   | Taylor Spivey        | 1:53:29 |
| WTS Leeds             |        |                      |         |         |                      |         |
| 4                     | Goud   | Jacob Birthwistle    | 1:45:12 | Goud    | Georgia Taylor-Brown | 1:55:46 |
| 4                     | Zilver | Matthew McElroy      | 1:45:19 | Zilver  | Katie Zaferes        | 1:55:57 |
| 4                     | Brons  | Javier Gómez Noya    | 1:45:21 | Brons   | Jessica Learmonth    | 1:57:22 |
| WTS Montreal          |        |                      |         |         |                      |         |
| 5                     | Goud   | Jelle Geens          | 0:53:49 | Goud    | Katie Zaferes        | 0:58:15 |
| 5                     | Zilver | Mario Mola           | 0:53:50 | Zilver  | Georgia Taylor-Brown | 0:58:26 |
| 5                     | Brons  | Tyler Mislawchuk     | 0:53:53 | Brons   | Jessica Learmonth    | 0:58:49 |
| WTS Hamburg           |        |                      |         |         |                      |         |
| 6                     | Goud   | Jacob Birthwistle    | 0:55:09 | Goud    | Non Stanford         | 0:59:24 |
| 6                     | Zilver | Vincent Luis         | 0:55:10 | Zilver  | Cassandre Beaugrand  | 0:59:31 |
| 6                     | Brons  | Jelle Geens          | 0:55:13 | Brons   | Summer Rappaport     | 0:59:42 |
| WTS Edmonton          |        |                      |         |         |                      |         |
| 7                     | Goud   | Jonathan Brownlee    | 0:54:52 | Goud    | Emma Jackson         | 1:01:23 |
| 7                     | Zilver | Mario Mola           | 0:54:57 | Zilver  | Summer Rappaport     | 1:01:25 |
| 7                     | Brons  | Marten Van Riel      | 0:55:02 | Brons   | Ashleigh Gentle      | 1:01:27 |
| Grand Final: Lausanne |        |                      |         |         |                      |         |
| 8                     | Goud   | Kristian Blummenfelt | 1:50:47 | Goud    | Katie Zaferes        | 2:02:45 |
| 8                     | Zilver | Mario Mola           | 1:51:03 | Zilver  | Jessica Learmonth    | 2:02:49 |
| 8                     | Brons  | Fernando Alarza      | 1:51:18 | Brons   | Georgia Taylor-Brown | 2:03:03 |